# Adam Gase
Adam Gase (29 de Março de 1978) é um treinador de futebol americano. Gase também trabalhou em New York Jets, Miami Dolphins, LSU, Detroit Lions, San Francisco 49ers, Denver Broncos e Chicago Bears.
Gase era o coordenador ofensivo dos Broncos quando eles quebraram o recorde de pontuação do New England Patriots em uma única temporada em 2013, marcando 606 pontos.
Gase foi anunciado treinador principal do New York Jets no dia 9 de Janeiro de 2019, mas foi dispensado no final de 2020.

## Carreira de treinador
Antes de se tornar treinador dos Miami Dolphins, a carreira de Gase teve trabalho com grandes nomes da NFL, incluindo Mike Martz, John Fox e Peyton Manning.

### Michigan State
Gase começou sua carreira como treinador em Michigan State, quando era estudante na universidade. Ele era assistente da equipe de treinamento.

### LSU
Quando Gase se formou em Michigan State, ele seguiu Saban até a LSU para a temporada de 2000. Na primeira temporada de Gase com a LSU, ele trabalhou como assistente de pós-graduação defensivo e trabalhou com recrutamento. Nas duas próximas temporadas, Gase trabalhou em tempo integral como assistente de recrutamento.

### Detroit Lions
Gase deixou LSU e o Futebol americano universitário para se tornar assistente de recrutamento do Detroit Lions. Ele foi contratado por Steve Mariucci. Gase trabalhou nesse cargo de 2003 a 2005. Ele também acrescentou o papel de assistente ofensivo na temporada de 2005.
Gase ficou na equipe sob o comando do novo treinador Rod Marinelli e foi promovido ao cargo de controle de qualidade ofensivo na temporada de 2006. Em 2007, Mike Martz promoveu Gase ao cargo de treinador de quarterbacks da equipe.

### San Francisco 49ers
Em 2008, Gase se juntou a Mike Martz como assistente técnico ofensivo do San Francisco 49ers.

### Denver Broncos
Como o coordenador ofensivo do Denver Broncos sob o comando de John Fox, Gase contribuiu para a temporada de recorde de Peyton Manning em 2013. Após a bem sucedida temporada de 2013, Gase permaneceu como coordenador ofensivo para a temporada de 2014.

### Chicago Bears
Depois que o Chicago Bears contratou John Fox como seu novo treinador, Gase foi contratado pela equipe para ser o coordenador ofensivo de Fox mais uma vez. Na única temporada de Gase como o coordenador ofensivo dos Bears, a equipe terminou em 18º no ataque total, ao mesmo tempo em que registrou 5.514 jardas totais e 344.6 por jogo.

### Miami Dolphins
O Miami Dolphins anunciou que Gase seria o 12º treinador na história da franquia em 9 de janeiro de 2016. Os Dolphins começaram a temporada com um recorde de 1-4, mas seguiriam com uma sequência de seis vitórias. Gase terminou sua primeira temporada como técnico principal com um recorde de 10-6 e levou Miami aos playoffs pela primeira vez desde 2008. O Miami ficou em segundo lugar no AFC East, atrás do eventual campeão do Super Bowl, New England Patriots. No primeiro jogo de playoffs da carreira de Gase como treinador principal, os Dolphins perderam para o Pittsburgh Steelers por 30-12 na rodada do Wild Card.
Em 31 de dezembro de 2018, um dia depois de seu último jogo da temporada de 2018 e a derrota por 42-17 para o Buffalo Bills, o Miami Dolphins demitiu Gase.

### New York Jets
O New York Jets anunciou Gase após se reunir com sete outros treinadores e coordenadores que concorriam para a vaga de Head Coach, Gase foi uma recomendação do ex-Quarterback do Indianapolis Colts e Denver Broncos ao CEO/Chairman do New York Jets, Christopher Johnson.

## Vida pessoal
Gase é casado com Jennifer, filha do ex-treinador de linebacker do New Orleans Saints, Joe Vitt.

## Recorde como treinador principal
| Equipe | Ano   | Temporada Regular | Temporada Regular | Temporada Regular | Temporada Regular | Pós temporada | Pós temporada | Pós temporada                                         |
| Equipe | Ano   | Vitória           | Derrota           | Empate            | Posição final     | Vitória       | Derrota       | Resultado                                             |
| ------ | ----- | ----------------- | ----------------- | ----------------- | ----------------- | ------------- | ------------- | ----------------------------------------------------- |
| MIA    | 2016  | 10                | 6                 | 0                 | 2º na AFC East    | 0             | 1             | Perdeu para o Pittsburgh Steelers no Wild Card da AFC |
| MIA    | 2017  | 6                 | 10                | 0                 | 3º na AFC East    | –             | –             | –                                                     |
| MIA    | 2018  | 7                 | 9                 | 0                 | 2º na AFC East    | –             | –             | –                                                     |
| Total  | Total | 23                | 25                | 0                 |                   | 0             | 1             |                                                       |